# 小行星1449
小行星1449（1449 Virtanen）是一颗围绕太阳公转的小行星。1938年2月20日，爾約·維薩拉在图尔库发现了此天体。
該小行星以芬蘭化學家，1945年諾貝爾化學獎得主阿爾圖里·伊爾馬里·維爾塔寧命名。
这颗小行星的绝对星等为131.79089等。